# Dolomedes holti
Dolomedes holti là một loài nhện trong họ Pisauridae.
Loài này thuộc chi Dolomedes. Dolomedes holti được miêu tả năm 1973 bởi Carico.